# Alpthal
Alpthal és un municipi suís situat al cantó de Schwyz, situat al districte de Schwyz.